# Stazione di Genova Piazza Principe
Stazione di Genova Piazza Principe Genova főpályaudvara. Egyike Olaszország 13 legforgalmasabb pályaudvarának, így a Grandi Stazioni üzemelteti. 1860-ban nyílt meg. Fontos vasúti csomópont, Milánó, Pisa, Ventimiglia és Torino felé is tovább lehet innen utazni. Alatta fut a Genovai metró egyes vonala.

## Vasútvonalak
Az állomást az alábbi vasútvonalak érintik:
- Torino–Genova-vasútvonal
- Asti–Genova-vasútvonal
- Genova–Ventimiglia-vasútvonal
- Pisa–La Spezia–Genova-vasútvonal
- Tortona-Genova-vasútvonal
- Milánó–Genova-vasútvonal

## Kapcsolódó állomások
A vasútállomáshoz az alábbi állomások vannak a legközelebb:
- Stazione di Genova Via di Francia
- Stazione di Genova Sampierdarena
- Genova Brignole old railway station
- Stazione di Genova San Quirico